# 驾驶安全预警系统
驾驶安全预警系统（Driving Safety Alerting, DSA）是一个建立在PPC的操作系统、导航电子地图基础之上的软件开发平台。
由于它通常是以一个硬件形式提供的，有时人们会认为它是一个硬件产品。目前手机操作系统、电子地图已经成为一种开发环境，而DSA则利用这个开发环境使人们可以在各种有导航模块的硬件，如PPC、PDA中部署，使之成为一个具有导航、测速、测违章拍照相机的设备。